# Челбас
Челбас — річка в степовій зоні Краснодарського краю, впадає в Азовське море через низку лиманів Сладкий, Горкий→ Кущеватий→ Бейсузький.
З ногайської назва перекладається "ківш води"
Довжина — 288 км. Тече по Прикубанській низовині. Річище дуже заросле, на Челбасі та його притоках влаштовані системи ставів.
Річище прямує південно-західніше і майже паралельно Єї.